# St Olave's Grammar School
La St Olave's and St Saviour's Grammar School for Boys (aussi connue sous les noms de St Olave's, St Olave's Grammar School, ou plus simplement Olaves) est un établissement d'enseignement secondaire (Grammar School) pour garçon situé à Orpington en Angleterre. Fondée en 1896, elle est l'héritière de la St. Olave's Grammar School (fondée en 1571) et de la St Saviour's Grammar School (fondée en 1562). Elle est l'une des écoles les plus prestigieuses du Royaume-Uni.